# Luxemburgs Grand Prix
Luxemburgs Grand Prix var en deltävling i formel 1-VM som kördes på Nürburgring i Tyskland 1997 och 1998.
Under åren 1949 till 1952 kördes loppet i Findel i södra Luxemburg.

## Vinnare Luxemburgs Grand Prix
Ljusröd bakgrund betyder att loppet inte ingick i formel 1-VM.
| År          | Bana           | Förare             | Konstruktör      |
| ----------- | -------------- | ------------------ | ---------------- |
| 1998        | Nürburgring    | Mika Häkkinen      | McLaren-Mercedes |
| 1997        | Nürburgring    | Jacques Villeneuve | Williams-Renault |
| 1996 - 1953 | Inga tävlingar | Inga tävlingar     | Inga tävlingar   |
| 1952 **     | Findel         | Les Leston         | Cooper           |
| 1951 **     | Findel         | Alan Brown         | Cooper–Norton    |
| 1950 *      | Findel         | Alberto Ascari     | Ferrari          |
| 1949 *      | Findel         | Luigi Villoresi    | Ferrari          |

** Formel 3-lopp
* Sportvagnslopp